# Андрияш, Александр Викторович
Алекса́ндр Ви́кторович Андрияш (род. 28 августа 1954, Новоукраинка, Кировоградская область) — российский ученый, специалист в области создания вооружения и военной техники, наукоёмкой продукции гражданского назначения. Лауреат Государственной премии РФ и премии Правительства Российской Федерации. Доктор физико-математических наук (2000), Заслуженный деятель науки Российской Федерации (2006), член-корреспондент РАН (2025).

## Биография
В 1977 году окончил Московский инженерно-физический институт.
В 1976—2009 годах работал в РФЯЦ-ВНИИТФ имени академика Е. И. Забабахина.
В 2000—2009 годах — первый заместитель научного руководителя РФЯЦ-ВНИИТФ им. академика Е. И. Забабахина.
С 2009 года работает во Всероссийском научно-исследовательском институте автоматики им. Н. Л. Духова Государственной корпорации по атомной энергии «Росатом».
С 2011 года — научный руководитель ФГУП «Всероссийский научно-исследовательский институт автоматики им. Н. Л. Духова».

## Награды
- Государственная премия Российской Федерации (2000).
- Премия Правительства Российской Федерации в области науки и техники (2008).
- Орден Дружбы (2015).
- Медали «65 лет атомной отрасли России», «70 лет атомной отрасли России»